# Corteno Golgi
Corteno Golgi est une commune italienne d'environ 2 000 habitants située dans la province de Brescia en Lombardie dans le nord-ouest de l'Italie.

## Sports
Depuis 1995, le village accueille le SkyMarathon Sentiero 4 Luglio.

## Administration
| Période                                  | Période | Identité | Étiquette | Qualité |
| ---------------------------------------- | ------- | -------- | --------- | ------- |
|                                          |         |          |           |         |
| Les données manquantes sont à compléter. |         |          |           |         |

### Hameaux
Stadolina, San Pietro in Aprica

### Communes limitrophes
Aprica, Edolo, Malonno, Paisco Loveno, Sernio, Teglio, Tirano, Villa di Tirano

## Personnalités nées à Corteno Golgi
- Camillo Golgi (1843-1926), médecin, Prix Nobel de médecine en 1906, pour ses travaux sur la structure du système nerveux.